# Amjad Abdulla
Amjad Abdulla (Dhivehi އަމްޖަދު އަބްދުﷲ އެވެ; * 10. September 1970) ist ein maledivischer Umweltpolitiker und Klimawissenschaftler. Er ist stellvertretender Vorsitzender des Weltklimarates (IPCC) und Generaldirektor des Ministeriums für Umwelt und Energie seines Landes. Er ist zudem Chefunterhändler der Alliance of Small Island States (AOSIS), die von der Klimakrise besonders betroffene Staaten vertritt.

## Leben
Abdulla absolvierte von 1992 bis 1996 an der Universität Brighton ein Grundstudium in Bauingenieurwesen. Er absolvierte von 1999 bis 2000 an der Universität Bath ein Hauptstudium in Umweltwissenschaften, Politik und Planung.

## Wirken
Abdulla war einer der Verfasser des Sonderberichts Management des Risikos von Extremereignissen und Katastrophen zur Förderung der Anpassung an den Klimawandel sowie des Sonderberichts 1,5 °C globale Erwärmung des IPCC. Die Ergebnisse des letzteren Berichts kommentierte er wie folgt: „Es ist äußerst alarmierend. Die kleinen Inseln werden die ersten sein, aber niemand kann entkommen; das ist ziemlich klar.“
Als Vertreter der Malediven, die von der Klimakrise besonders betroffen sind, verweist er auf die Verantwortung der Industriestaaten. So erinnerte er im Vorfeld der UN-Klimakonferenz in Paris 2015 an die Probleme bei der Vorgängerkonferenz in Kopenhagen: „Wir begannen mit einem Entwurf, der die Sichtweise der Entwicklungsländer nicht widerspiegelte und verloren einen Tag, um sie wieder einzufügen. Wenn wir ein weiteres Kopenhagen in Paris vermeiden wollen, müssen wir uns diese Lektion zu Herzen nehmen.“ Im Jahr 2018 sagte er: „Die Industrieländer müssen vorangehen. Wir haben eine riesige Lücke – die Maßnahmen (der reichen Staaten) zur Verringerung des CO2-Ausstoßes vor 2020 haben wir nicht wirklich erfüllt – und wir beginnen bereits mit Regeln für die Zeit nach 2020, das ist unfair.“